# اویلسبوگو
اویلسبوگو (به لاتین: Ouélessébougou) یک منطقهٔ مسکونی در مالی است که در استان کولیکورو واقع شده‌است.
 اویلسبوگو ۱٬۱۱۸ کیلومتر مربع مساحت و ۵۰٬۰۵۶ نفر جمعیت دارد.

## خواهرخوانده
شهر پونتیوی خواهرخواندهٔ اویلسبوگو هست.